# Serge Bahati Maygende
 (février 2025).
Serge Bahati Maygende,  né le 6 novembre 1996 à Kinshasa, est un homme politique congolais, membre du parti Alliance des Forces Démocratiques du Congo et Alliés (AFDC-A). Il représente la circonscription de Kabare, située dans la province du Sud-Kivu, à l'Assemblée nationale de la République démocratique du Congo (RDC).

## Biographie
Serge Bahati Maygende, né le 6 novembre 1996 à Kinshasa, la capitale de la République Démocratique du Congo, il a grandi dans la province du Sud-Kivu. Engagé dans la politique congolaise, il est membre du parti Alliance des Forces Démocratiques du Congo et Alliés (AFDC-A). Il représente la circonscription de Kabare, située dans la province du Sud-Kivu, à l'Assemblée nationale de la République Démocratique du Congo (RDC). Depuis le 12 février 2024, il occupe le poste de député national et fait partie du groupe parlementaire de l'AFDC-A. Il est également membre de la Commission de la Défense et de la Sécurité  et a récemment été désigné 1er Secrétaire et Rapporteur du Bureau provisoire (Bureau d'âge) de l'Assemblée nationale en décembre 2024,.

## Parcours politique
En 2020, Serge Bahati Maygende est nommé Secrétaire National Député – Stratégie Politique, où il joue un rôle clé dans l'élaboration des stratégies politiques au sein de son parti et de la politique nationale.
2021 - 2023: Il occupe la fonction de Secrétaire Personnel du Président du Sénat. Dans ce rôle, il acquiert une expérience significative dans le domaine législatif et institutionnel, contribuant au bon fonctionnement de l’institution.
12 février 2024: Serge Bahati Maygende est élu Député national à l’Assemblée nationale de la République Démocratique du Congo, représentant la circonscription de Kabare. Sa nomination marque un tournant dans sa carrière politique, où il s'engage à œuvrer pour les causes de la sécurité, du développement de la jeunesse, et de la promotion des droits humains.
Mai 2024: Serge Bahati Maygende est proposé par l'Union Sacrée de la Nation pour le poste de Questeur au Bureau de l’Assemblée nationale, mais cette candidature n’est pas retenue en raison de l’opposition de certains députés au sein de la coalition.
31 décembre 2024, Serge Bahati Maygende a été nommé 1er Secrétaire et Rapporteur du Bureau provisoire de l'Assemblée nationale, chargé de superviser la transition vers la 4e législature de la 3e République,,.

## Engagement politique
Le 10 janvier 2025, Serge Bahati Maygende a lancé un cri d'alarme face à la recrudescence de l'insécurité dans son territoire de Kabare, plus particulièrement dans les groupements et localités de Miti, Bughore, Irhambi/Katana et Kagabi. Dans un communiqué d'alerte, le député a exprimé son indignation face aux violences répétées commises par des individus armés, tant militaires que civils, et leur impact sur les populations locales.

## Actions menées par la Fondation Bahati Serge
La Fondation Bahati Serge mène diverses actions en République Démocratique du Congo pour soutenir le développement des communautés vulnérables. Ses initiatives incluent la prise en charge des frais de scolarité de 272 élèves à Katana, le paiement des factures médicales pour 72 malades, et la prise en charge des frais de maternité pour 14 femmes. Elle distribue également des lampadaires solaires pour améliorer le commerce nocturne et finance la construction du pont Mabenga reliant les villages de Mabungou et Kabamba. En outre, la fondation organise un tournoi de football pour les jeunes de Kabaye. Serge Bahati Maygende, engagé politiquement et socialement, vise à contribuer au progrès et au bien-être des Congolais.

## Parcours académique
En 2015, il commence ses études Universitaire de New York (NYU) en Sciences Politiques et Gouvernement.
2018 – 2020: il obtient son Bachelor of Arts en Sciences Politiques et Économie à l'Université Américaine de Washington D.C. 
2021 à 2023, il obtient un Master en Politiques Publiques avec une spécialisation en Analyse des Politiques Publiques à l’Université de Georgetown. 